# Rot-Weiß Darmstadt
Rot-Weiß Darmstadt is een Duitse voetbalclub uit Darmstadt, Hessen. De club promoveerde in 2010 naar de Oberliga Hessen en speelde daar vijf seizoenen. In 2016 promoveerde de club weer, maar kon het behoud niet verzekeren.